# 벨로드롬 디베르 대규모 검거

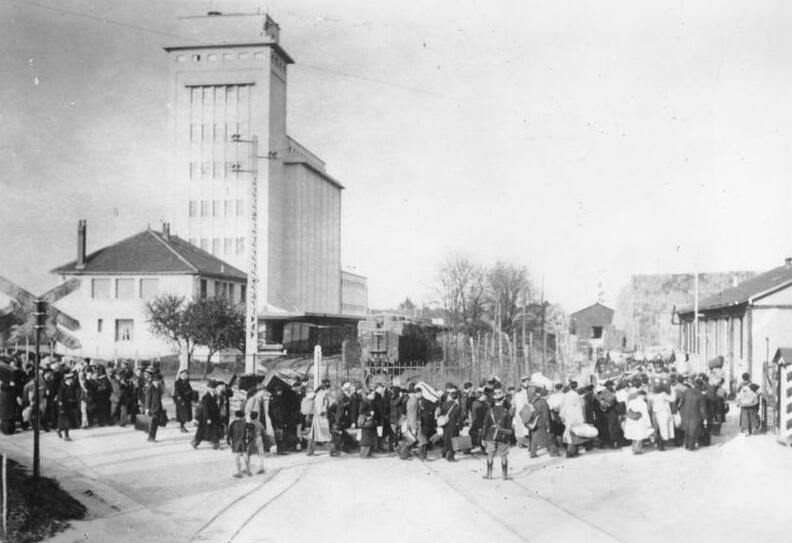

벨로드롬 디베르 대규모 검거(La Rafle du Vélodrome d'Hiver) 혹은 줄여서 '벨 디브'는 제이차세계대전 당시 독일 점령 하의 프랑스에서 독일에 협력한 정부에 의해 행해진 대규모 유대인 검거 사건을 지칭하는 말이다. 1942년 7월 16일과 17일 이틀 동안 13000 명 이상의 유대인들이 파리와 그 주변 지역에서 체포되었으며 그 중 삼분의 일 가량은 어린이였다. 이들은 '벨로드롬 디베르'(겨울철 실내 경륜장) 일명 '벨 디브'(Vel D'Hiv')에 임시로 수용된 후에 다시 아우슈비츠로 이감되었다. 이들 중 대다수는 강제수용소에서 학살 당했으며, 성인 백 명 가량만이 생존하였고 어린이는 한 명도 살아남지 못하였다.
나치 당국은 유럽에서 모든 유대인 집단을 완전히 일소하려는 정책의 일환으로 1942년 7월 프랑스와 벨기에 네덜란드 등에서 "봄 바람"이라는 대규모 유대인 검거 작전을 기획하였다. 제삼제국(나치 독일)의 요구를 받은 프랑스 비시 정부는 프랑스 경찰관 및 치안부대원 7,000 명을 동원하여 유대인 일제 검거를 실시하였으며, 300 명의 프랑스민중당(PPF) 열성당원도 이에 가담하였다.
프랑스 국적을 가진 유대인들은 대상에서 제외되었고 주로 프랑스 내의 외국 국적의 유대인들과 무국적 난민들이 대상이 되었다.
종전 후에 프랑스 정부는 비시 정부가 행한 일에 대한 책임의 승계를 부인하였으나 사건 발생 제 53주년을 맞은 1995년이 되어 당시 자크 시라크 대통령이 이 사건에 대한 프랑스의 국가적 책임을 인정하는 연설을 하였다. 그 이후 사르코지와 올랑드 등 역대 프랑스 대통령은 공식적 추념을 표하고 있다. 특히 마크롱 대통령은 네탄야후 이스라엘 총리를 초청한 2017년 7월 16일 기념 행사에서 프랑스의 국가적 책임을 재차 분명히 밝혔다.

## 같이 보기
- 비시 프랑스